# Pammachius

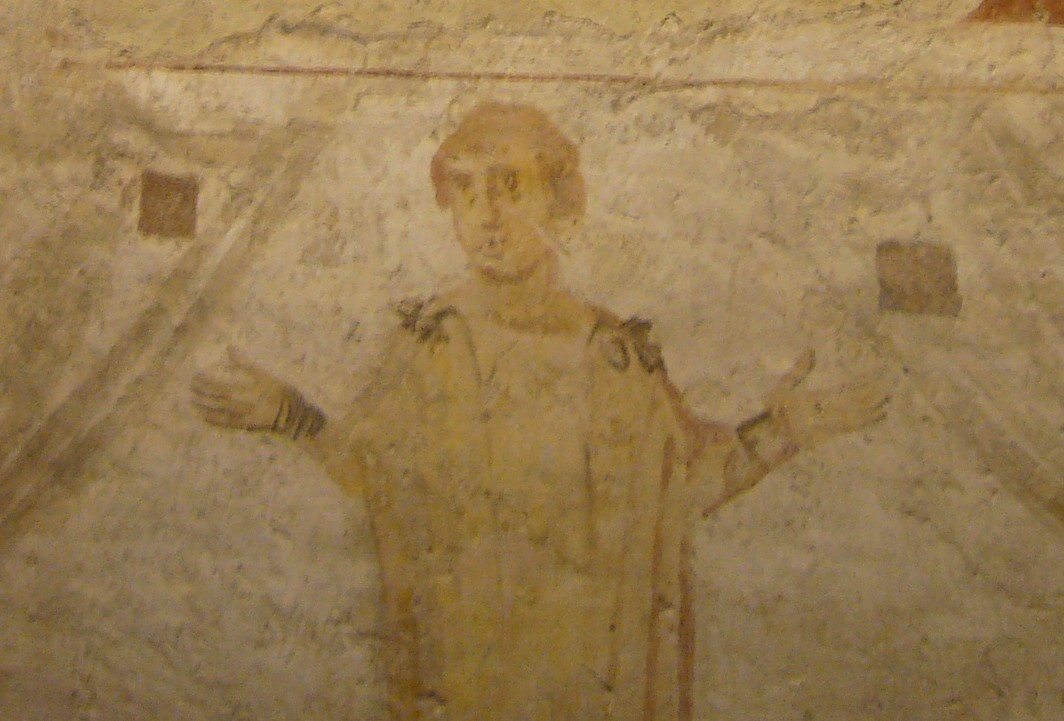
Orans, Fresko (4. Jahrhundert) in der Confessio der von Pammachius gestifteten römischen Kirche St. Johannes und Paulus

Pammachius (* 4. Jahrhundert; † 410 wahrscheinlich in Rom) war ein römischer Senator, führendes Mitglied der christlichen Gemeinde Roms sowie Freund und Briefpartner des Hieronymus. Er zählt zu den Heiligen der katholischen Kirche (Gedenktag 30. August).

## Leben
Pammachius entstammte der wohlhabenden gens Furia. Schon sein Vater Byzantius war Christ. In den aristokratischen stadtrömischen christlichen Kreisen war er gut vernetzt; Marcella war seine Cousine und er war auch verwandt mit Melania und Pinianus. Pammachius besuchte in Rom die Rhetorikschule des Aelius Donatus. Dort lernte er Hieronymus kennen, mit dem er lebenslang verbunden blieb.
385 heiratete er Paulina, eine Tochter von Hieronymus’ Mitarbeiterin Paula. Er gehörte zu den führenden Senatoren und hatte den prokonsularischen Rang inne; vielleicht war er Prokonsul der Provinz Africa.
In den 390er Jahren beteiligte er sich an den römischen Auseinandersetzungen um die Lehren Jovinians, der die Höherrangigkeit eines Lebens nach den Evangelischen Räten bestritten hatte. Auf Pammachius’ Initiative schrieb Hieronymus die Abhandlung Adversus Iovinianum, die in der Herabsetzung der Ehe gegenüber der Jungfräulichkeit jedoch so weit ging, dass Pammachius Hieronymus widersprach und die vorhandenen Abschriften aufkaufte, um eine weitere Verbreitung zu verhindern, was nicht gelang. Hieronymus antwortete mit Dank und Selbstkritik und stellte in einer weiteren Schrift Apologia ad Pammachium pro libris adversus Iovinianum die missverständlichen Passagen richtig.
Zahlreiche weitere Pammachius gewidmete Schriften von Hieronymus, u. a. über die Kunst des Übersetzens sowie zur Theologie des Origenes, zeigen dessen hohe Wertschätzung für den Freund.
Um 396 starb Paulina, und Pammachius entschied sich für ein monastisches und karitatives Leben. Zusammen mit Fabiola gründete er ein Hospital für mittellose und erkrankte Reisende in Portus an der Tibermündung.
Pammachius besaß Landgüter in der nordafrikanischen Provinz Numidien. Um 400 schrieb er dorthin einen Brief, in dem er gegen den Donatismus Stellung nahm und für die Rückkehr zur katholischen Kirche warb. Dafür dankte ihm Augustinus 401.
Die römische Kirche Santi Giovanni e Paolo am angeblichen Ort des Martyriums der Heiligen Johannes und Paulus galt als Gründung des Pammachius und seines Vaters Byzantius; dies ist jedoch wissenschaftlich überholt.